# ژاندارک بر صلیب
ژاندارک بر صلیب (انگلیسی: Joan of Arc at the Stake) یک فیلم در ژانر زندگی‌نامه‌ای و درام به کارگردانی روبرتو روسلینی است که در سال ۱۹۵۴ منتشر شد. از بازیگران آن می‌توان به اینگرید برگمان و تولیو کارمیناتی اشاره کرد.